# الحرب الإسبانية المغربية (1859-1860)
الحرب الإسبانية المغربية 1859-1860 (والمعروفة أيضًا باسم الحرب الإسبانية المغربية، أو الحرب المغربية الأولى، أو حرب تطوان، أو في إسبانيا باسم حرب إفريقيا)، هو نزاع مسلح اندلع حين أعلنت إسبانيا الحرب على المغرب في 22 أكتوبر 1859 واستمر حتى توقيع معاهدة واد راس في 26 أبريل 1860. نشأ النزاع الذي وقع في شمال المغرب بسبب نزاع على حدود مدينة سبتة. بعد الانتصار الإسباني في المعركة، سعى المغرب إلى السلام.

## الخلفية
طوال القرن التاسع عشر، عانى المغرب من هزائم عسكرية على يد القوى الأوروبية، ولا سيما في الحرب الفرنسية المغربية عام 1844. وفي عام 1856، وقعت الحكومة المغربية على المعاهدة الأنجلو-مغربية مع البريطانيين التي حددت الرسوم الجمركية المغربية بنسبة 10٪ و أنهى الاحتكارات الملكية. وشجع ذلك إسبانيا التي تعتقد بأن لها حقوقا جغرافية تاريخية ووضعية خاصة بالمغرب بحكم ماضي وجودها بالأراضي الأفريقية، فقامت في سنة 1848 إلى احتلال الجزر الجعفرية الواقعة على مصب نهر ملوية بدون أن تستعمل القوة.
منذ عام 1840، تعرضت مدينتا سبتة ومليلية في كثير من الأحيان لهجمات من قبل رجال قبائل الريف، خاصة في أعوام 1844 و1845 و1848.

## أسباب الحرب
كان المبرر الذي اتخذته إسبانيا للحرب هو معاناتها من غارات رجال القبائل على مدينتي سبتة ومليلية الإسبانية. وفي سنة 1859 وقعت حكومة الاتحاد الليبرالي برئاسة الجنرال ليوبولدو أودونيل رئيس مجلس الوزراء ووزير الحرب في عهد إيزابيل الثانية ملكة إسبانيا، اتفاقية دبلوماسية مع سلطان المغرب والتي تأثرت المربعات ذات السيادة الإسبانية مليلية والحسيمة وجزيرة قميرة ولكن ليس سبتة. ثم قررت الحكومة الإسبانية بإنشاء مترس جديد على الجهة الخارجية لسور مدينة سبتة في صيف 1859 والتي اعتبرها المغرب استفزازًا. فقامت قبائل أنجرة الريفية بغارة على مفرزة إسبانية كانت تحرس ترميم التحصينات المدينة. ثم جاءت وفاة السلطان مولاي عبد الرحمان بمكناس يوم 28 أغسطس 1859 لتشكل ظروفا ملائمة إضافية لتمكين إسبانيا من مرادها، وقد مثلت هذه الحرب بالنسبة للجنرال أودونيل امتيازا آخر لمواصلة احتلال مزيد من الأراضي حتى يتم شغل الرأي العام الأسباني بقضية «حرب أفريقيا» وتحويل أنظاره عن المشاكل الاقتصادية العميقة التي كانت تتخبط فيها إسبانيا من قبيل المضاربات المالية وفضائح القصر التي كانت تهدد استقرار العرش. فصعّدت إسبانيا من وعيدها للمغرب، وألحّت على تسليم ثلة من أعيان قبيلة أنجرة التي حملتها مسؤولية الهجوم الذي قامت به القبائل الريفية المحاذية لسبتة ردا على إحداث المترس. وحرصا منه على تفادي أي صدام محتمل غير محمود العواقب، حاول السلطان الجديد سيدي محمد بن عبد الرحمن (1859 ـ 1873) وبمساعدة من إنجلترا اقتراح تقديم تعويضات مادية لإسبانيا وصلت إلى حد الاستعداد لإعادة رسم الحدود مع مدينة سبتة، والتي كانت إسبانيا تصر منذ مدة بعيدة أن تلحق إليها الأراضي الواقعة بأعالي منطقة بليونش. غير أن حكومة مدريد رفضت ملتمس السلطان وأعلنت الحرب على المغرب يوم 24 أكتوبر 1859، وقامت بإنزال حوالي 50.000 جندي بمدينة سبتة.
وحسب قول أحد المؤرخين المعاصرين: "أن الأسباب الحقيقية للحملة الاستعمارية هو إنهاء "المؤامرات البلاط" التي هددت الحكومة. فاخترع أودونيل الحرب في المغرب، وهي حرب ظالمة لأن المغاربة ماكانوا يريدون الحرب، فقد أعطونا كل ما نريد لإرضائنا، حتى أنهم شنقوا الشياطين البؤساء الذين كانوا سبب النزاع؛ ولكن كان لا بد للبلاط أن يرسل مونتانيين المتشددين للحرب ضد الكفار الذين يمكن التغلب عليهم بسهولة بسبب تخلفهم وفقرهم، وبذا ستحظى الحكومة بنصر عسكري يمكنها من القضاء على مؤامرات البلاط"، انتهى كلام المؤرخ. وقد وضع أودونيل حد بتهديده بالانقلابات التي تصدر عن بعض القادة العسكريين فسعى "لمشتقات الطموح العسكري" مثل الترقيات والجوائز والألقاب وبما في ذلك النبالة الإسبانية، وقد نال أودونيل نفسه لقب دوق تطوان. والحقيقة أن الحرب في أفريقيا كانت نجاحا كاملا للحكومة فازدادت شعبيتها كما أنه أثار موجة من الوطنية، مع زيادة في التعصب والعنصرية في جميع أرجاء البلد". وقد رأت الحكومة الإسبانية "في ذلك الصراع البسيط فرصة لتحسين صورة إسبانيا في الخارج والاستفادة من المناخ الوطني الذي ولدته أحداث سبتة في المجتمع الإسباني".

## مراحل الحرب الرئيسة

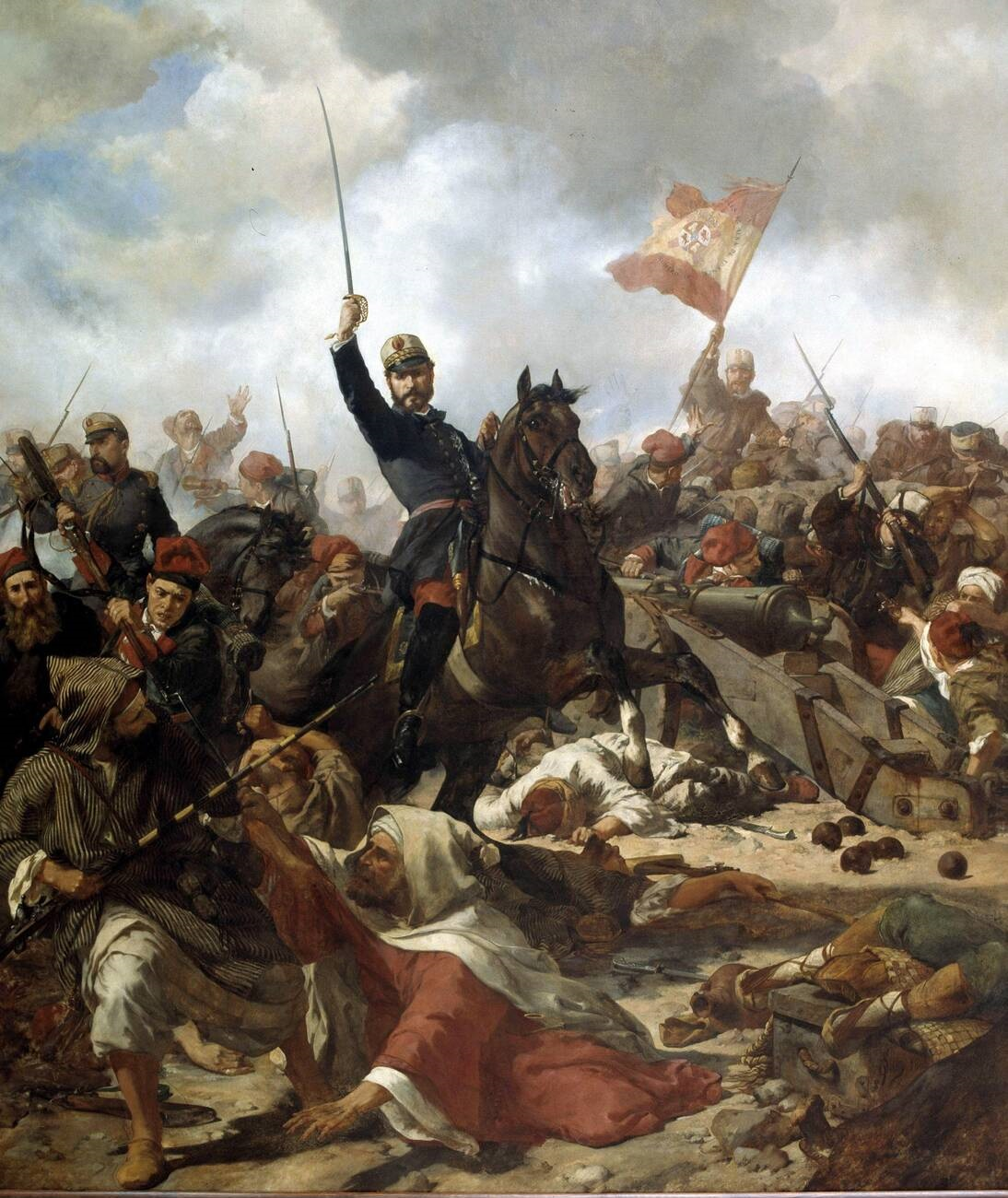
خوان بريم في معركة تطوان في 4 فبراير 1860

بدأ الإسبان غزو المغرب في نوفمبر 1859 بجيش يفتقر إلى التجهيز والإعداد والتوجيه، وبإمدادات تموين سيئة للغاية، وهو ما يفسر بموت ما يقرب من 8,000 جندي. فثلثي القتلى الإسبان لم يموتوا في ساحات المعارك ولكنهم كانوا ضحايا الكوليرا وأمراض أخرى. وعلى الرغم من هذا حدث انتصارات في المعارك الفنيدق التي برز فيها الجنرال خوان بريم ونال عليها لقب ماركيز الفنيدق، وتطوان التي أُخذت في 6 فبراير 1860 والتي حاز أودونيل على لقب دوق تطوان، بالإضافة إلى معركة واد راس في 23 مارس التي مهدت الطريق إلى طنجة. وقد ضخمتها صحافة إسبانيا.
وتكون جيش المشاة الذي غادر الجزيرة الخضراء من حوالي 45,000 رجل و 3000 من البغال والخيول و 78 قطعة مدفعية، بدعم من فرقة حرب شكل من سفينة خط قتال وفرقاطتين بخاريتين وواحدة شراعية وفرقيطتين وأربعة مراكب شراعية وباخرة دولابية وثلاث قوارب شراعية، بالإضافة إلى تسعة بواخر نوع (Hulk). قسّم أودونيل القوات إلى ثلاثة فرق، وتولت قيادة الفرق الجنرالات خوان زافالا دي لا بوينتي وأنطونيو روسدي أولانو ورامون دي أتشاجوي. أما فرقة الاحتياط فكانت تحت قيادة الجنرال خوان بريم، وفرقة الفرسان بقيادة الجنرال فيليكس الكالا جاليانو ومؤلفة من لوائين.
أما القوات المغربية فكانت تتكون من 5,600 مقاتل نظامي تحت رئاسة مولاي العباس أخ السلطان، وبجانبها انضم بعض المتطوعين الذين تم استنفارهم من قبائل متعددة باسم الجهاد لمواجهة الضغط العسكري الإسباني.
وكانت أهداف الحرب المحددة هي الاستيلاء على تطوان واحتلال ميناء طنجة. ففي 17 ديسمبر اندلع القتال بداية من الرتل الذي أرسله زفالا الذي احتل جبل بليونش. وتولى أودونيل مسؤولية القوة التي هبطت في سبتة يوم 21 ديسمبر. وفي يوم عيد الميلاد عززت قوات الجيش الثلاثة مواقعها وانتظرت أمر التحرك نحو تطوان. في الأول من كانون الثاني (يناير) 1860 تقدم الجنرال بريم بمسير حتى مصب وادي الجيلي لدعم جناح اللواء زفالا والأسطول الذي أبقى قوات العدو بعيدة عن الساحل. استمرت المعركة حتى 31 يناير عندما تم احتواء الهجوم المغربي عليها، وبدأ أودونيل المسيرة نحو تطوان بدعم من المتطوعين الكاتالانيين. تمت تغطيته من الأجنحة الجنرالان روسدي أولانو وبريم. ثم حطم قصف المدفعية الإسبانية الصفوف المغربية لدرجة أن بقية الجيش لجأت إلى تطوان التي سقطت في 6 فبراير.
أما الهدف التالي فكان طنجة. تم تعزيز الجيش من خلال فرقة مشاة أخرى قوامها 5600 جندي، ووصلت لدعمها وحدات الباسك التطوعية المؤلفة من 3000 رجل من قائمة كارتر، بجوار كتيبة المتطوعين الكاتالونية، مع حوالي 450 مجندًا من نفس الأصل. غادروا في شهر فبراير حتى اكتمال قوة كافية لهجوم 11 مارس. في 23 مارس كانت هناك معركة واد راس التي انتصر فيها الجيش الإسباني وفرض الاستسلام على القائد المغربي مولاي عباس.

## معاهدة واد راس
تم توقيع على معاهدة واد راس (في تطوان) في 26 أبريل بعد هدنة التي استمرت 32 يومًا، والتي أعلنت فيها إسبانيا أنها المنتصرة في تلك الحرب وأن المغرب هو الخاسر والمسبب الوحيد لتلك الحرب. ونص الاتفاق على التالي:
- توسع أسبانيا أراضي سبتة ومليلية.
- وقف التحرشات في سبتة ومليلية.
- اعتراف المغرب بسيادة إسبانيا على جزر إشفارن.
- دفع المغرب تعويضات لإسبانيا بـ 400 مليون ريال [الإنجليزية].
- استلمت إسبانيا أراضي سانتا كروز دي مار بيكوينا الصغيرة - سيدي إفني لاحقا - لتأسيس مصايد الأسماك.
- تبقى تطوان تحت الإدارة المؤقتة الإسبانية إلى أن تدفع السلطنة ديونها لإسبانيا.

السلام الذي تم توقيعه في 26 أبريل 1860 وصفته الصحف بأنها معاهدة «صغيرة لحرب كبيرة» على أساس أنه كان ينبغي على أودونيل أن يستحوذ على كامل المغرب، إلا أن الصحافة لم تكن تعلم بالوضع المزري الذي تعرض له الجيش الإسباني بعد معركة واد راس وأيضا تعهدت الحكومة الإسبانية لبريطانيا بعدم احتلال إقليم طنجة أو أي إقليم يهدد هيمنتها على مضيق جبل طارق. واعتذر أودونيل قائلا إن إسبانيا كانت تريد «السيطرة على أجزاء كبيرة من المغرب» ولكن ذلك المشروع يتطلب ما لا يقل من 20-25 سنة. بقيت تطوان محتلة حتى سنة 1862 عندما دفعت المغرب مائتي مليون ريال على سبيل التعويض، وهو نصف المبلغ. وسمح لإسبانيا بتوسيع حدود نفوذها بسبتة ومنحها حق الصيد بالجنوب المغربي (سيدي إفني)، إضافة إلى التمتع بنفس الامتيازات التي منحت لبريطانيا سنة 1856. وأنهت الاتفاقية التجارية الموقعة مع المغرب امتيازات فرنسا وبريطانيا العظمى؛ ولم يتم احتلال إقليم إفني في جنوب المغرب إلا بعد سبعين عاماً. وأخيراً أجبرت ضغوط بريطانيا للحفاظ على الوضع الراهن في منطقة مضيق جبل طارق إسبانيا على إجلاء تطوان بعد عامين.

## نتائج الحرب

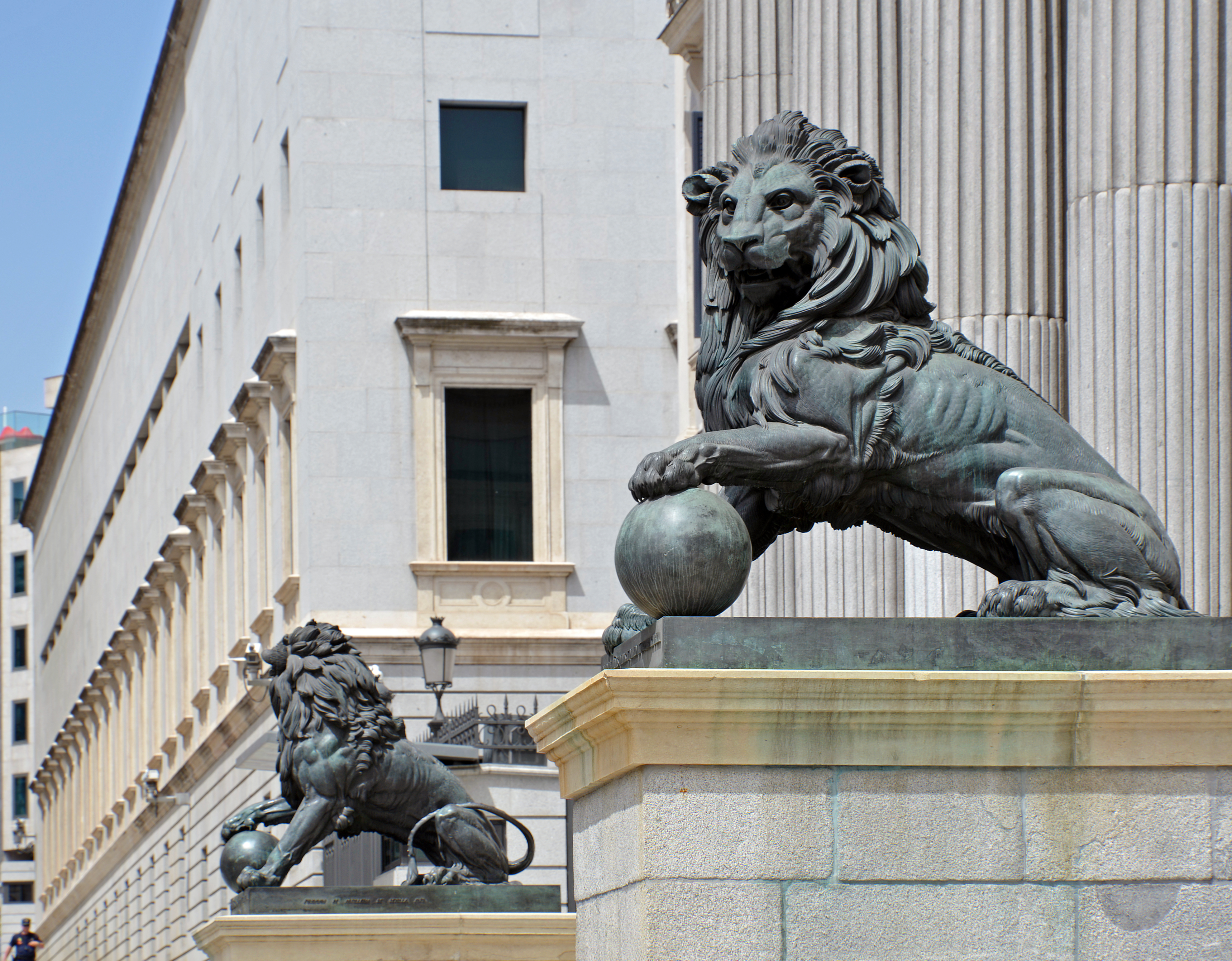
صورة لتمثالا أسدين أمام الكورتيس تم نحتهما اعتمادا على المدافع المغربية المغنومة في معركة واد راس سنة 1860

على المستوى الداخلي الإسباني، أدت الامتيازات المادية والاستعمارية الكبيرة التي حصلت عليها إسبانيا بفضل هذه المعاهدة إلى تلميع صورة حكومة الاتحاد الليبرالي التي كان يترأسها آنذاك ليوبولدو أودونيل الذي قاد الحملة العسكرية شخصيا. ومكنت المعاهدة أيضا من إعادة الاعتبار للحس الوطني لدى الإسبان، خصوصا بعد تخلفهم عن المد الاستعماري مقارنة بباقي القوى الأوروبية بسبب الصعوبات الاقتصادية التي أنتجتها الحروب الكارلية. ومما يدل على قيمتها آنذاك هو تذويب الإسبان للمدافع المغربية واستعمال المعدن المذاب في نحت الأسود التي لا تزال في واجهة البرلمان الإسباني إلى اليوم.
أما في المغرب فقد كتب أحمد بن خالد الناصري (ت. 1897): «ووقعة تطوان هذه هي التي أزالت حجاب الهيبة عن بلاد المغرب واستطال النصارى بها وانكسر المسلمون انكسارا لم يعهد لهم مثله وكثرت الحمايات ونشأ عن ذلك ضرر كبير».
دفعت الإجراءات الأولية لاتفاقيات وقف إطلاق النار الموقعة يوم 25 مارس 1860 ومعاهدة الصلح التي أعقبتها يوم 26 أبريل 1860 المغرب إلى قبول أداء غرامة 100 مليون بسيطة لأسبانيا، وسمحت لهذه الأخيرة بتوسيع حدود نفوذها بسبتة ومنحها حق الصيد بالجنوب المغربي (سيدي إفني)، إضافة إلى التمتع بنفس الامتيازات التي منحت لبريطانيا سنة 1856. وقد اعترضت السلطان صعوبات حادة أثناء أداء الشطر الأول من الغرامة البالغ قدره 25 مليون بسيطة. ولأداء الشطر الثاني، كان عليه إحداث جبايات جديدة بجانب اللجوء إلى اقتراض مبلغ 10 ملايين بسيطة من إنجلترا. قبل الإسبان الجلاء عن تطوان بموجب الاتفاق المعقود في أكتوبر سنة 1861، سمح لهم بتثبيت موظفين في بعض الموانئ المغربية لاقتطاع نسب معينة من العائدات الجمركية لفائدة حكومتهم.
حسب لغة الأرقام، وصل المبلغ المالي الذي التزم المغرب بأدائه إلى 119 مليون بسيطة. وقد تم أداؤه بالعملة المعدنية الخالصة من قطع الذهب والفضة. وأحدثت هذه الغرامة " استنزافا قويا لم يخلف فقط خرابا للدولة، وإنما أحدث نزيفا دائما أضر بالاقتصاد المغربي، الذي كان يومها اقتصاداً ما قبل رأسماليا سمته ضعف الناتج القومي.